# ギリーは首ったけ
ギリーは首ったけ（英：SAY IT ISN'T SO）は、2001年の映画。アメリカで2001年3月23日に公開、日本ではビデオスルー。

## ストーリー
孤児院で育ったギリーは、さえない生活を送っていたが、町に新しくやってきた美容師のジョーに一目ぼれし、肉体関係を持つが、実は兄妹だったことが発覚する。

## キャスト
- ギリー…クリス・クライン(咲野俊介)
- ジョー…ヘザー・グラハム(日野由利加)
- ディグ…オルランド・ジョーンズ(西村朋紘)
- ヴァルディン…サリー・フィールド(宮寺智子)

## スタッフ
- 監督：ジェームズ・Ｂ・ロジャーズ
- 製作：ボビー・ファレリー、ピーター・ファレリー、ブラッドリー・トーマス
- 脚本：ピーター・ゴールク、ジェリー・スワロー
- 撮影：マーク・アーウィン
- 音楽：メイソン・ダーリング